# 上杉宪实
上杉宪实（日语：／ Uesugi Norizane，1410年—1466年3月22日）是室町时代中期的武将、守护大名、关东管领，任上野、武藏、伊豆守护。上杉宪实是越后守护上杉房方第三子，有子宪忠、房显、周清、法兴、周泰。亦为足利学校、金泽文库之著名人物。